# SPRITE (CubeSat)
Pour les articles homonymes, voir Sprite.
SPRITE acronyme de Supernova Remnants and Proxies for ReIonization Testbed Experiment (en français Restes de supernova et proxys pour une expérience de reconstitution de la réionisation) est un nano-télescope spatial ultraviolet américain de format CubeSat 12U d'une vingtaine de kilogrammes dont l'objectif est d'étudier le rayonnement ultraviolet émis par les rémanents de supernova. SPARCS est développé par l'Université du Colorado à Boulder avec l'appui financier de la NASA (programme CubeSat Launch Initiative). Il doit être lancé en 2025.  

## Contexte
Dans les débuts de notre univers il y a environ 13 milliards d'années et juste après les âges sombres, s'est produite la réionisation : la matière, jusque là neutre, a été ionisée par le rayonnement intense de la probable toute première génération d’étoiles à avoir illuminé l’Univers, les étoiles de population III. Cette théorie pose toutefois problème. Les scientifiques ne sont pas certains que la lumière ait pu s'échapper de ces premières étoiles car l'univers était à l'époque opaque à cause des denses nuages de poussière. Une hypothèse serait que les supernovae de l'époque aient soufflé ces nuages de gaz permettant aux rayonnements ionisants d'agir. La mission SPRITE doit tenter de valider ce processus en observant les rémanents de supernova proches. 

## Historique du projet
SPRITE fait partie des quatorze missions spatiales basées sur des nano-satellites de type Cubesat sélectionnées par la NASA en avril 2021 dans le cadre de son programme CubeSat Launch Initiative.

## Objectifs de la mission
SPRITE doit effectuer durant une année un relevé spectroscopique de la fraction des rayonnements ionisants émis par les galaxies et les noyaux galactiques actifs dont l'éloignement est défini par un décalage vers le rouge compris entre 0,16 et 0,5. Le nano-satellite doit cartographier les régions situées à l'interface entre les rémanents de supernova et les pouponnières d'étoiles situées dans la Voie Lactée et les nuages de Magellan. Les données collectées comprendront les spectres dans l'ultraviolet lointain de plus de 100 galaxies et de plus de 50 rémanents de supernova ainsi que des données tridimensionnelles du volume de l'espace de deux degrés² centrés sur les supernovae du Cygne et de Vela. 

## Caractéristiques techniques
SPRITE est un nano-satellite de type CubeSat 12U d'une vingtaine de kilogrammes et dont les dimensions avant déploiement des panneaux solaires sont de 20 x 20 x 30 centimètres. Il est stabilisé 3 axes. Sa charge utile est constituée par un télescope optimisé pour l'observation dans l'ultraviolet lointain (100 – 175 nm) associé à un spectromètre. La résolution spatiale est de 10 secondes d'arc.  

## Déroulement de la mission
SPRITE doit être placé en orbite en 2025 par un lanceur Falcon 9 pour une mission d'une durée initiale est de deux ans.